# Montavon

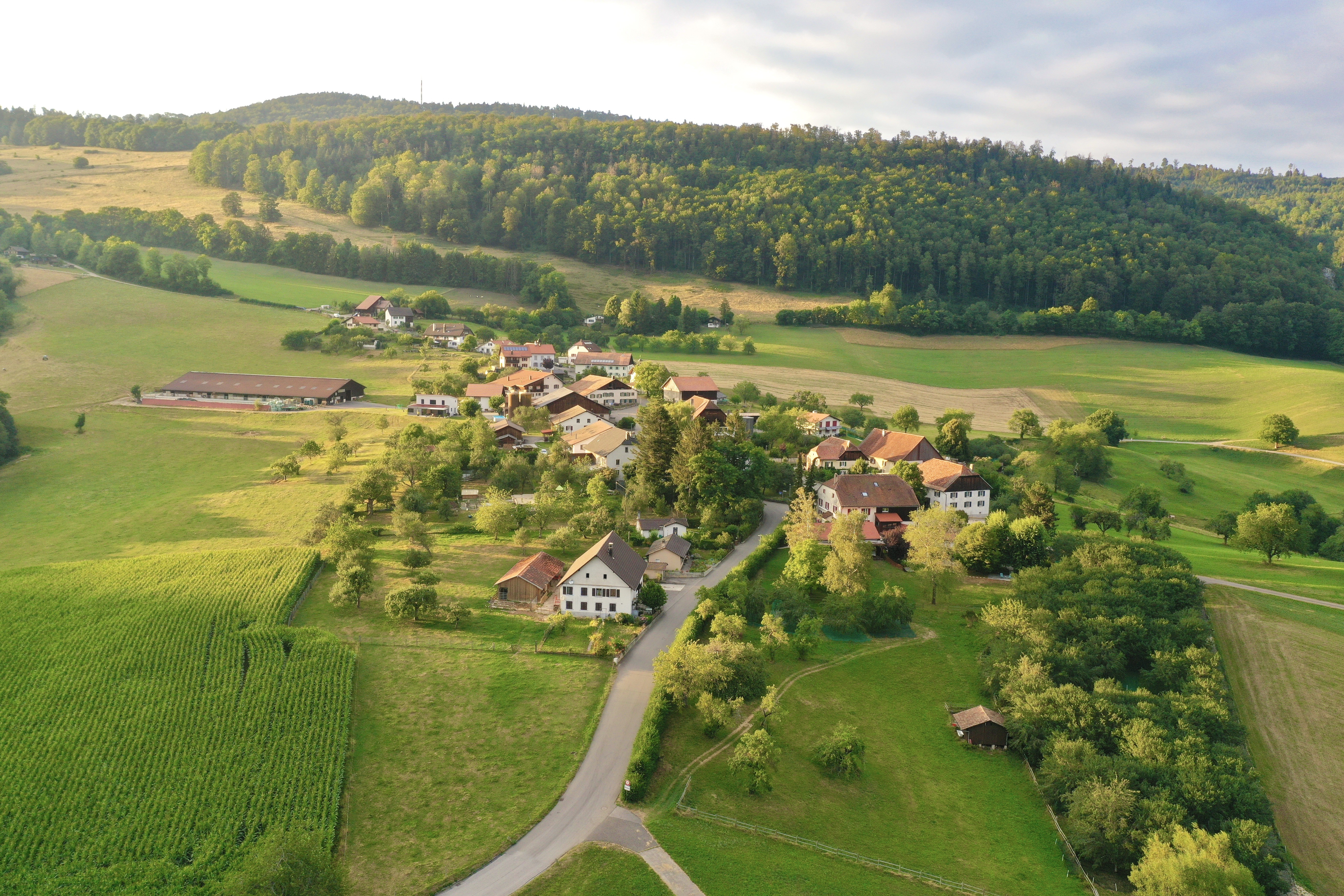
Imatge parcial de la població.

Montavon és un poble situat al districte de Delémont, al cantó del Jura, al nord-oest de Suïssa, al si del municipi o comunitat (commune) de Boécourt, format pels pobles de Boécourt, Séprais i el mateix Montavon.